# Прошу прощения за мой французский
Прошу прощения за мой французский (англ. Pardon my French / Excuse my French) — выражение в современном английском языке; оборот, который употребляется после применения нелитературной (чаще нецензурной) лексики как форма извинения либо же после обильного употребления иноязычных слов. Используется без каких-либо намерений выразить неприязненное отношение к франкоговорящим.

## Применение

### В английском
По одной из версий, эту фразу использовали в XIX веке англичане, которые слишком часто в свою речь вставляли французские выражения, но испытывали неудобство перед слушателями, которые могли и не знать французского. В журнале The Lady’s Magazine от 1830 года встречается первое печатное упоминание этого выражения:

О Боже, как же ты растолстел! Круглый как шар! Скоро будешь таким же эмбонпуэн (прошу прощения за свой французский), как твой бедный несчастный отец, майор.
Оригинальный текст (англ.)Bless me, how fat you are grown! - absolutely as round as a ball: - you will soon be as embonpoint† (excuse my French) as your poor dear father, the major.

Фраза попала на телевидение и нередко встречалась во многочисленных фильмах, где герои говорили это, чтобы смягчить эффект от ругательств. Одним из известнейших примеров является фильм «Феррис Бьюллер берёт выходной», где Кэмерон вызывает мистера Руни и произносит эту фразу, прежде чем выругаться в его адрес.

## Похожие выражения

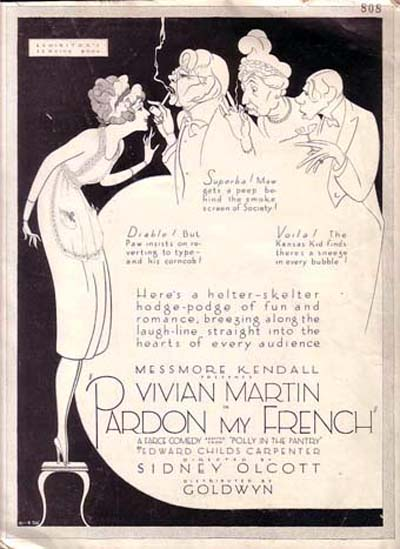
Плакат к фильму «Извините мой французский» 1921 года, герой внизу слева выкрикивает «Diable!»

Англо- и франкоговорящими используются несколько похожих фраз в качестве эвфемизмов или выражения сожаления по поводу неприемлемых слов или поведения:
- «Уйти по-французски» (англ. to take a French leave) или «уйти по-английски» (фр. filer à l'anglaise) — уйти, не попрощавшись с гостями или хозяином[7].
- «Французское письмо» (англ. French letter) или «английский капюшон» (фр. capote anglaise) — эвфемизм для презерватива[8][9].
- «Французская болезнь» (англ. French disease) или «неаполитанская болезнь» (фр. le mal de Naples) — эвфемизм для сифилиса, который был распространён на юге[10][11].